# Diadegma semiclausum
Diadegma semiclausum là một loài tò vò trong họ Ichneumonidae.